# ZCOM
Das ZCOM – Zuse-Computer-Museum (vormals: Konrad-Zuse-Computermuseum) in Hoyerswerda stellt bedeutende Werke von Konrad Zuse aus.

## Geschichte
Das Museum wurde am 19. September 1995 als Konrad-Zuse-Computermuseum eingeweiht und am 23. Oktober 1995 für die Öffentlichkeit eröffnet. Anfangs befand sich das Museum im Gebäude des LAUTECH in einem Raum mit einer Ausstellungsfläche von 32 m².
Zum 1. Januar 1997 wurde das Museum durch die Seniorenakademie Hoyerswerda e. V. (SENAK) als Trägerverein übernommen. Am 3. Februar 1999 erfolgte die Gründung des Fördervereins Konrad-Zuse-Computermuseum Hoyerswerda e. V., der fortan als Träger des Museums fungierte. Im März 2002 fusionierten der Verein „Spirit of Zuse“ e. V. und der Förderverein „Konrad-Zuse-Computermuseum Hoyerswerda“ e. V. zum gemeinsamen Namen „Spirit of Zuse“ e. V.
Im November 2004 wurde ein Archiv zur geordneten Aufbewahrung der Literatur über Rechentechnik und Elektronik sowie über diverse Programmiersprachen eingerichtet.
Am 26. November 2008 erfolgte durch Beschluss der Mitgliederversammlung des Vereins die Umbenennung in „Konrad Zuse Forum Hoyerswerda“ e. V. Die Ausstellungsfläche vergrößerte sich von ehemals 32 m² auf ca. 350 m² im Jahr 2016. Am neuen Standort in der D.-Bonhoeffer-Straße 1–3 konnte eine neue Dauerausstellung auf 1000 m² geschaffen werden. Diese befasst sich nicht nur mit der Computer-Technik, sondern beleuchtet außerdem die gesellschaftlichen Auswirkungen dieser und schlägt den Bogen bis zur Kunst. Seit August 2017 kann in 45 Minuten auch die Entwicklung des ersten Computers als eine Art Hörspiel interaktiv im Museum mit 12 QR Code-Stationen verfolgt werden.

## Umbau und Umzug
Nach dem Umzug des Museums und dem Umbau für ca. 3,3 Millionen Euro wurde das Museum am 28. Januar 2017 wiedereröffnet.

## Sammlungsschwerpunkte
- Geschichte der Rechenhilfsmittel
- Lochkartenmaschine von IBM

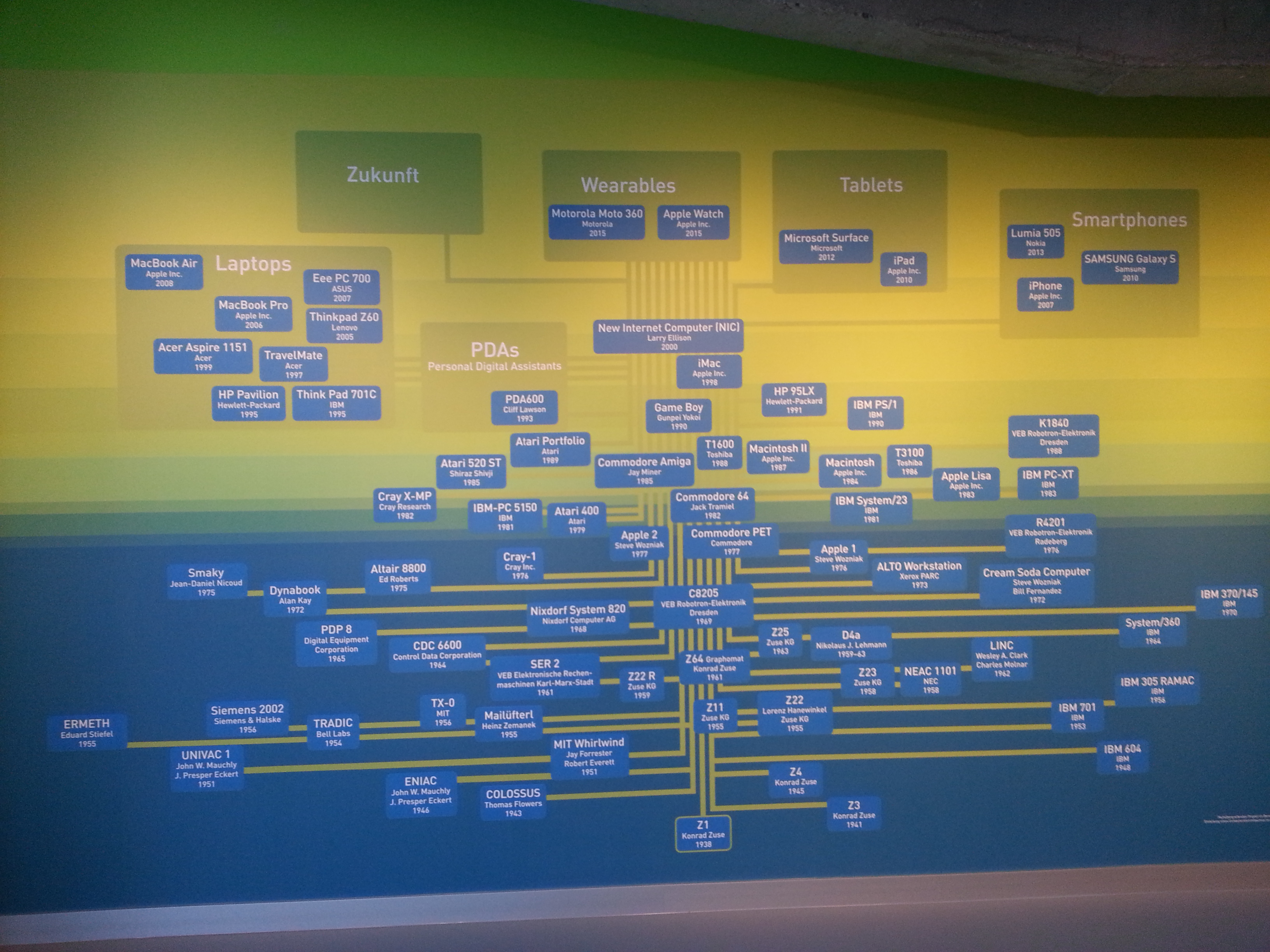
Meilensteine der Computerentwicklung ab 1950

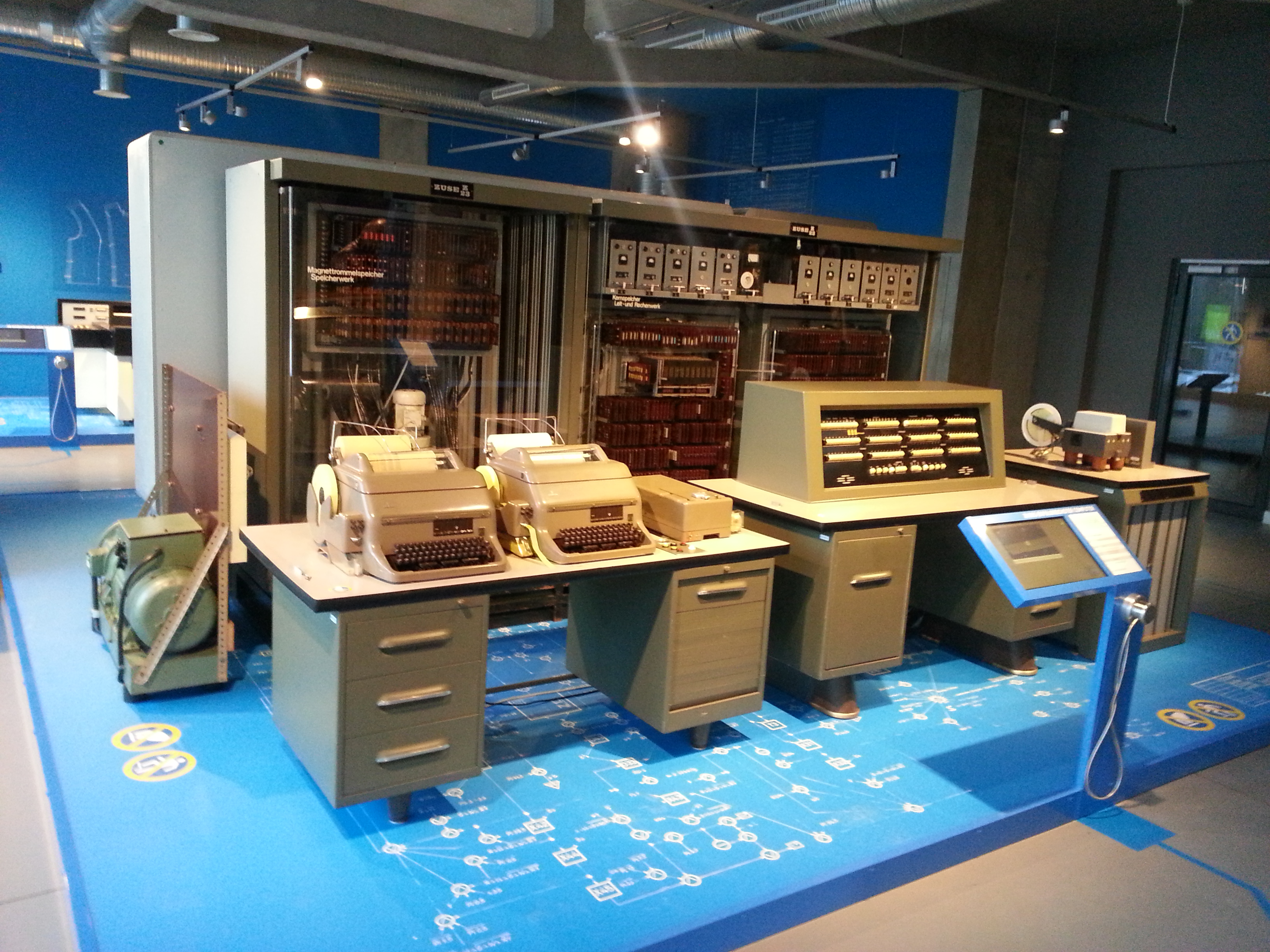
Blick in die Ausstellung am neuen Standort

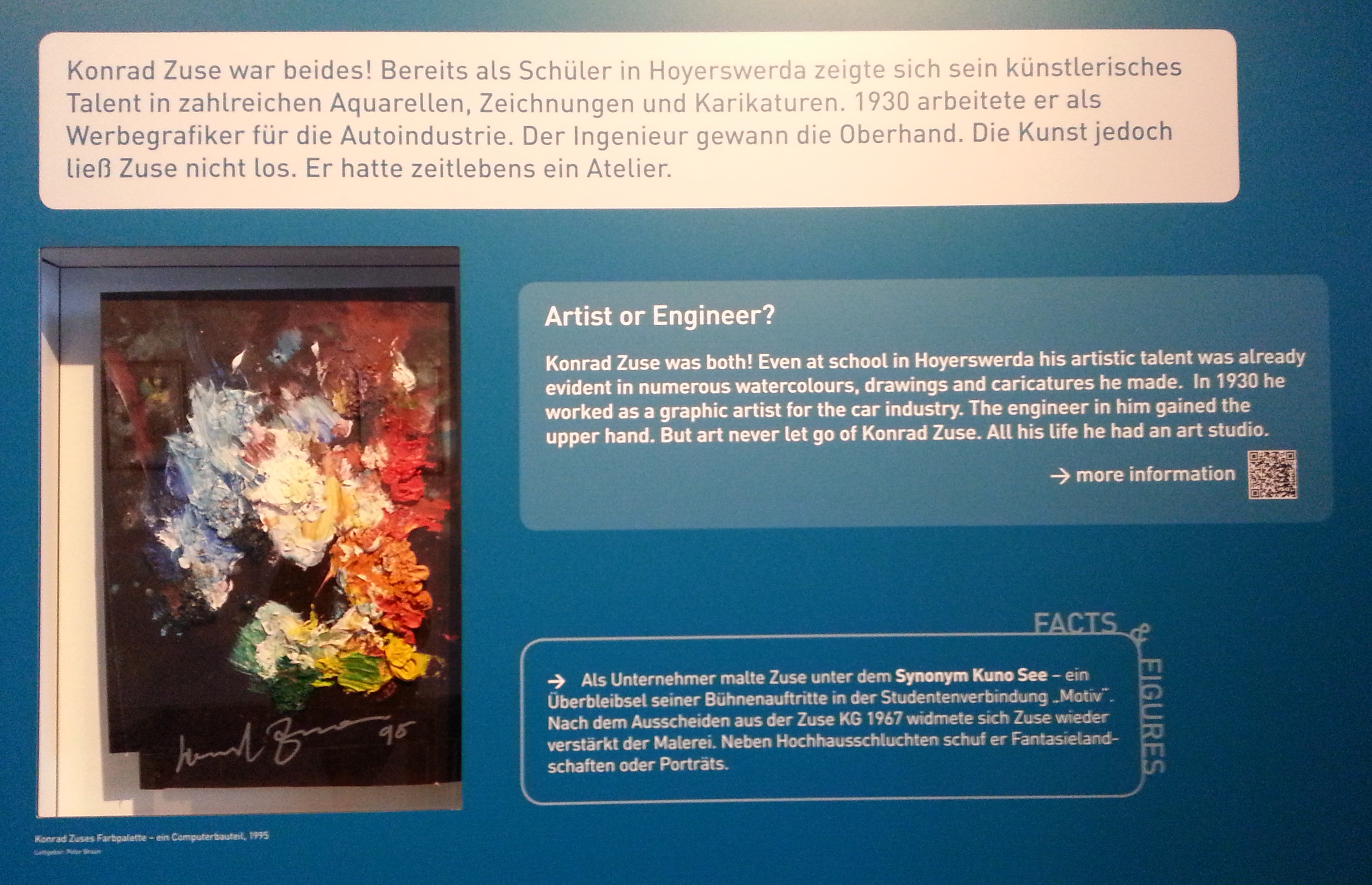
Farbpalette von Konrad Zuse (der zeitweise unter dem Pseudonym Kuno See malte), aus einem alten Computerteil bestehend

- Zuse Rechner Z 11, Z 22, Z 23, Z 25
- Funktionsmodell der Z1
- Der erste Plotter, Graphomat Z64
- DDR-Rechentechnik von Robotron
- Gemälde und Filmaufnahmen von Konrad Zuse